# 大石弥太郎 (土佐藩)
大石 弥太郎（おおいし やたろう、1829年11月30日（文政12年10月17日） - 1916年（大正5年）10月30日）は、日本の土佐藩士、迅衝隊士。弥太郎は通称で、諱は初め元敬、のち圓（まどか）と改めた。位階は従五位。
土佐勤王党結成に尽力し、盟約書の起草を手掛けるなど同党幹部として活動、戊辰戦争においては板垣退助の率いる迅衝隊で小軍監などを務め各地を転戦した。明治維新後は新政府に出仕するが程なく辞し、以降は高知政界における「古勤王党派」の中心人物として影響力を有した。
同じく勤王党員で吉田東洋暗殺の実行犯の大石団蔵は従兄弟にあたる。

## 来歴

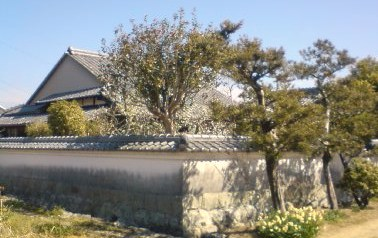
大石弥太郎旧宅（高知県香南市）

土佐国香美郡野市村横井（現・高知県香南市）に生まれる。郷士出身で、家は裕福であった。文武にすぐれ、国学を鹿持雅澄に、剣術を江戸の鏡心明智流・桃井春蔵の士学館で学んだ。万延元年（1860年）末に藩命により大坂陣屋詰となり、翌文久元年（1861年）には洋学修業の命を受け再び江戸に遊学する。江戸では勝海舟の塾に通学し航海術や砲術を学ぶ一方、長州藩の久坂玄瑞や、薩摩・水戸など諸藩の志士と交わり、尊王攘夷の志を深めた。大石はこの頃土佐に帰国していた武市瑞山の東上を促し、武市に長州はじめ各藩の志士を紹介した。武市はこれに大きな刺激を受け、土佐勤王党の結成につながることとなる。
文久元年8月、武市とともに土佐藩の同志の団結を図るべく、江戸遊学中の同志とともに土佐勤王党を結成した。勤王党の盟約書は大石の手によるもので、武市に次ぐ2番目の署名者となった。武市が土佐に戻り党勢拡張に努める一方、藩命で洋学修業を命ぜられている大石は江戸に残り、前藩主山内容堂の赦免に向けた活動などを続けることとなった。修業を終えた文久2年（1862年）6月に帰国することとなったが、この間に勤王党は土佐における一大勢力となっており、吉田東洋の暗殺と東洋派の失脚など環境は激変していた。帰国の途上、京都において坂本龍馬と会い、藩主山内豊範の入京時の土佐藩兵の宿舎について相談している。次いで姫路において参勤途中の藩主一行に会い、随行していた武市とともに藩幹部らに対して国事周旋の献策を行ったあと、一行と別れて郷里に帰った。
同年10月、藩より中国・九州諸藩の情報収集を命じられ、長州藩など各藩を訪問した。その後長崎に派遣され、この間に新式銃1000挺を独断で購入している。文久3年（1863年）の八月十八日の政変の勃発時には京都出張中であり、報告のため急遽帰国している。政変を機に尊王攘夷派が退潮し、土佐藩においても武市はじめ主要な勤王党員が軒並み投獄されるなか、常に藩命により行動していた大石は投獄を免れた。大石は同志とともに藩庁に対し武市の赦免を嘆願し、自身を代表者とする建白書を提出するが受け入れられることはなかった。一方、実力行使を主張して野根山に屯集した清岡道之助らは、藩兵によって捕縛され斬首、武市も慶応元年（1865年）閏5月に切腹を命ぜられた。
慶応年間に入り、時勢の切迫とともに土佐藩においても軍備改革と人材登用が図られるようになり、勤王党の指導者であった大石も藩の要職に就くこととなった。慶応3年（1867年）2月、藩の軍備役に任じられ、上士の小姓組に編入されるという破格の抜擢を受けた。大石は板垣退助を助け、従来の階級的意識を除いた兵制の改革に尽力する。8月に英国公使パークスがイカルス号事件の談判のため須崎沖に到着した際には、板垣らとともに現場で警備に当たった。
慶應4年（1868年）1月に戊辰戦争が始まると、四国各藩の偵察を行ったほか、高松で小目付役に、丸亀において大砲頭に任じられた。同月下旬には上京して板垣退助総督の率いる迅衝隊に加わり、東山道を進軍した。同軍が大垣で開いた会議には土佐藩小軍監として出席し、甲府侵攻を主張して容れられている。3月に江戸に入城、その後も北関東、東北を転戦した。10月に江戸に凱旋し、翌11月1日には明治天皇に拝謁している。土佐帰国後の12月には土工奉行に任じられ、翌明治2年（1869年）には戦功により新馬廻組に昇進した。
維新後、軍務局幹事、監察、小参事、軍務司権大属などを歴任し、明治4年（1871年）1月に兵務司権大属となったが、同年の御親兵の編成にあたってこれに加わることを好まず、官を辞した。その後は一貫して在野の立場から行動することとなった。
明治6年（1873年）の明治六年政変（征韓論政変）以後、高知においても不平士族らによる政治活動が盛んとなるが、大石は郷士層を中心に勤王党の流れを汲む「古勤王党派」（前勤王派）の中心人物として活動した。大石は萩の乱を起こした前原一誠と親交があったほか、立志社とも挙兵の協議を行っており、西南戦争など一連の士族反乱に呼応する動きがあるとして政府より警戒されていた。
明治11年（1878年）、山口で脱隊騒動を起こし逃亡中の富永有隣を隠避したかどで逮捕され、2月に松山監獄に投獄された。しかし9月には証拠不十分により釈放され、帰郷後には家督を長男に譲って隠棲した。明治12年（1879年）には第一回高知県会議員選挙で当選したが、これを辞退している。
墓は高知県香南市のよしかわ駅の裏山にある。